# Valls de Torroella
Valls de Torroella és un poble de Sant Mateu de Bages (Bages), al nord-est del terme municipal, de 347 habitants (2015), el qual es va originar a partir de la creació de la Colònia Valls, per part de la família d'industrials Valls.
Està situat a 16 km de Manresa i a 29 km de Solsona, vora el Cardener, al peu de la carretera C-55 entre Súria i el Palà de Torroella; del poble surt també la comarcal BV-3002 que duu a Salo.

## Situació i descripció
Valls de Torroella està situada al nord-est del municipi de Sant Mateu de Bages, i limita amb els termes de Navàs al nord, Súria a l'est, Salo a l'oest i Coaner al sud. És l'únic nucli realment urbà de tot el municipi. Està a una altitud de 314,73 m, i té una superfície de 14 Ha. Està travessada de nord a sud, pel riu Cardener, i voltada d'altes serralades.
La resta del municipi de Sant Mateu de Bages és d'economia eminentment agrícola i forestal i contrasta amb el caràcter industrial del nucli de Valls de Torroella.
Valls de Torroella és un nucli rural que disposa de tots els serveis, entre els quals l'Església, Cementiri, Escola, Llar d'infants, Consultori Mèdic, Zona Esportiva i Piscina.

## Història
Els primers assentaments a la zona coneguda actualment com a Valls de Torroella es remunten als segles xiii i xiv, amb la Casa Gibergues Vell, cognom dels primers propietaris. Molt més tard s'hi van construir altres cases com la Carnisseria, l'any 1857, i Ca la Pastora, el 1899, on avui hi ha el Casino i el Teatre. Al voltant de l'any 1900, també es va construir Ca l'Espelta.
L'any 1901 la família Valls va començar a construir la colònia tèxtil vora les aigües del riu Cardener, en una vall entre l'obaga de la finca Les Cases i la carena d'Horta. Els Valls eren una família d'industrials de Sallent que havien tingut una fàbrica a Vilafruns, que es va cremar. També havien constituït una societat per crear la colònia Palà de Torroella, concretament Esteve Valls i Pasqual, juntament amb el seu cosí i advocat Joan Palà i Valls (propietari del mas Palà) i Manuel Arias i Comelles, que s'encarregava de l'administració. Posteriorment, Isidre Valls i Pallerola, fill d'Esteve Valls, a qui va substituir a la seva mort, a causa de la manca d'entesa amb el seu oncle Joan Palà, va desfer la societat per fundar una nova colònia situada escassament un quilòmetre al sud, aigües avall del Cardener. Més endavant l'empresa va passar a ser regentada per Manufacturas Valls S.A. Els seus inicis van ser molt difícils a causa de la devastadora riuada del 1907 que ocasionà grans pèrdues. Malgrat tot, la fàbrica ressorgí amb l'empenta dels treballadors i de l'amo, i va arribar a la seva màxima esplendor a la dècada dels setanta quan comptava amb més de 600 treballadors en plantilla.
A partir de l'any 1985, a conseqüència de la crisi del sector tèxtil que afectà tota la zona, Manufacturas Valls S.A, va començar a tenir dificultats i va anar fent reduccions de plantilla, fins que el 15 de maig de 1991 va tancar definitivament les portes, i va fer suspensió de pagaments. L'empresa PICSSA SL, va adquirir l'antiga fàbrica i la resta de terrenys no edificats que hi havia a Valls. PICSSA SL va dividir la fàbrica en naus i les va vendre. Actualment l'antiga fàbrica és ocupada per una desena d'indústries de diferents tipus. Els pisos i els comerços de la colònia ja s'havien anat venent entre els anys 1980 i 1995 als treballadors que els ocupaven.

### Segregació de Navàs
La Colònia Valls es va fundar a banda i banda del Riu Cardener, en un terreny dividit en dos termes municipals diferents, Castelladral (actualment Navàs) i Sant Mateu. Ja el 1937, els veïns de la Colònia Valls de la banda de Navàs havien iniciat un expedient de segregació del terme municipal de Navàs per agregar-se a Sant Mateu, segregació que fou aprovada per Decret del Departament de Governació i Assistència social de la Generalitat de Catalunya amb data de 16 de febrer de 1938, i es va signar una acta de delimitació i fitació el 18 de març de 1938. No obstant això, la llei de 8 de setembre de 1939 del Govern de Franco va deixar sense cap mena d'efecte els acords i les lleis aprovades pel Parlament i el Govern de Catalunya i, per tant, també el decret relatiu a la segregació de Valls de Torroella.
Amb el retorn del règim democràtic i atès que una part dels veïns de Valls de Torroella que pertanyien a Navàs sempre havien volgut formar part del municipi de Sant Mateu, es va fer una Assemblea de Veïns de les Colònies Valls i Palà, el 6 de març de 1993, on es va acordar iniciar els tràmits necessaris per a la segregació d'aquestes Colònies del municipi de Navàs, per agregar-les a Sant Mateu de Bages.
Finalment, per Decret 44/2000 de 26 de gener, d'alteració dels termes municipals de Navàs i Sant Mateu de Bages, la part de Valls de Torroella pertanyent a Navàs es va annexionar a Sant Mateu, seguint els límits aprovats pel Decret de l'any 1938. S'aconseguia així la unió dels veïns de dos termes municipals, que sempre havien estat units en la vida laboral, social, política, educativa i cultural.

## Festes i tradicions culturals
Valls de Torroella té una certa tradició teatral. Se sap que ja des del 1915 el capellà i el mestre fomentaven la representació d'obres populars com els Pastorets. L'Agrupació Escènica, entitat de teatre amateur, ha estat durant molts anys la responsable de mantenir fins als nostres dies les representacions teatrals al poble.
Hi destaca l'existència del Festa dels Pubills de Valls, que és única a Catalunya. El pubill és l'home que es casa i va a viure a casa dels sogres i per això celebra, irònicament, la seva onomàstica per Sant Pere Màrtir. La festa, celebrada des de 1971, s'efectua l'1 de maig, compta amb una gran participació, i té com a acte central una gran botifarrada.
En l'àmbit musical, Valls havia tingut una "Societat Coral", documentada des de 1915 i que va existir fins a la dècada del 1980, i una orquestra que va tenir una llarga vida, fundada el 1959 amb el nom de "Joventut", i que anys més tard passà a anomenar-se ""Senior's". També havia tingut tres colles sardanistes creades als anys 60: "Flor del Cardener", "Esclat de Joventut" i "Poncellines del Cardener".
Algunes de les festes que se celebren són:
- Cavalcada de Reis
- Cantada de Caramelles per Pasqua
- Festa Major, l'últim cap de setmana de juliol.